# Boston Celtics 2008-2009
La stagione 2008-09 dei Boston Celtics fu la 63ª nella NBA per la franchigia.
I Boston Celtics vinsero la Atlantic Division della Eastern Conference con un record di 62-20. Nei play-off vinsero il primo turno con i Chicago Bulls (4-3), perdendo poi la semifinale di conference con gli Orlando Magic (4-3).

## Arrivi/partenze

### Draft
| Giro | Scelta | Giocatore    | Ruolo | Nazione     | College          |
| ---- | ------ | ------------ | ----- | ----------- | ---------------- |
| 1    | 30     | J.R. Giddens | G     | Stati Uniti | Nuovo Messico    |
| 2    | 60     | Semih Erden  | C     | Stati Uniti | Fenerbahçe Ülker |

### Scambi
| 26 giugno, 2008 | Ai Boston Celtics Bill Walker | Ai Washington Wizards Denaro |

| 17 febbraio, 2009 | Ai Boston Celtics La 2° scelta di Sacramento al draft 2009. | Ai Sacramento Kings Sam Cassell |

### Mercato

#### Acquisti
| Giocatore        | Firmato      | Provenienza            |
| Patrick O'Bryant | 16 luglio    | Golden State Warriors  |
| Tony Allen       | 23 luglio    | confermato             |
| Eddie House      | 23 luglio    | confermato             |
| Darius Miles     | 22 agosto    | Portland Trail Blazers |
| Sam Cassell      | 29 settembre | confermato             |
| Stephon Marbury  | 27 febbraio  | New York Knicks        |

#### Cessioni
| Giocatore    | Ceduto     | Destinazione        |
| P.J. Brown   | 1º luglio  | free agent          |
| Scot Pollard | 1º luglio  | free agent          |
| James Posey  | 23 luglio  | New Orleans Hornets |
| Darius Miles | 20 ottobre | Memphis Grizzlies   |

## Roster
| N° | Naz.                   | Ruolo | Sportivo         | Anno | Alt. | Peso |
| -- | ---------------------- | ----- | ---------------- | ---- | ---- | ---- |
| 0  | Stati Uniti (bandiera) | A     | Leon Powe        | 1984 | 203  | 109  |
| 4  | Stati Uniti (bandiera) | G     | J.R. Giddens     | 1985 | 196  | 98   |
| 5  | Stati Uniti (bandiera) | A     | Kevin Garnett    | 1976 | 211  | 100  |
| 7  | Stati Uniti (bandiera) | C     | Mikki Moore      | 1975 | 211  | 102  |
| 8  | Stati Uniti (bandiera) | G     | Stephon Marbury  | 1977 | 188  | 82   |
| 9  | Stati Uniti (bandiera) | G     | Rajon Rondo      | 1986 | 185  | 78   |
| 11 | Stati Uniti (bandiera) | A     | Glen Davis       | 1986 | 206  | 131  |
| 12 | Stati Uniti (bandiera) | A     | Bill Walker      | 1987 | 198  | 100  |
| 13 | Stati Uniti (bandiera) | G     | Gabe Pruitt      | 1986 | 193  | 77   |
| 20 | Stati Uniti (bandiera) | G     | Ray Allen        | 1975 | 196  | 93   |
| 26 | Stati Uniti (bandiera) | C     | Patrick O'Bryant | 1986 | 213  | 118  |
| 34 | Stati Uniti (bandiera) | A     | Paul Pierce      | 1977 | 198  | 104  |
| 42 | Stati Uniti (bandiera) | G     | Tony Allen       | 1982 | 193  | 97   |
| 43 | Stati Uniti (bandiera) | C     | Kendrick Perkins | 1984 | 208  | 127  |
| 44 | Stati Uniti (bandiera) | A     | Brian Scalabrine | 1978 | 206  | 109  |
| 50 | Stati Uniti (bandiera) | G     | Eddie House      | 1978 | 185  | 82   |

## Staff tecnico
- Allenatore: Doc Rivers
- Vice-allenatori: Armond Hill, Kevin Eastman, Clifford Ray, Tom Thibodeau, Mike Longabardi
- Preparatore atletico: Ed Lacerte

## Regular season
Ottobre 2008:
| Boston 28 ottobre 2008 | Boston Celtics | 90 – 85 | Cleveland Cavaliers | TD Banknorth Garden |

| Boston 31 ottobre 2008 | Boston Celtics | 96 – 80 | Chicago Bulls | TD Banknorth Garden |